# Stagione di passaggio
Stagione di passaggio è il secondo album del cantautore italiano Renato Pareti, pubblicato dall'etichetta discografica Polydor nel 1974.
L'album è prodotto da Pasquale Canzi e Mauro Paoluzzi, che curano anche gli arrangiamenti. I brani Ama dunque e Dorme la luna nel suo sacco a pelo sono interamente composti dall'interprete, mentre gli altri portano anche la firma di Roberto Vecchioni, come ad esempio la canzone Bye bye, che non ha nulla a che vedere con l'omonimo brano di Annalisa del 2018.
Dal disco viene tratto il singolo Stagione di passaggio/Far l'amore parlando d'altro.

## Tracce

### Lato A
1. Una giornata per andare via
2. Stagione di passaggio
3. Tre case
4. California
5. Ama dunque

### Lato B
1. Far l'amore parlando d'altro
2. Dorme la luna nel suo sacco a pelo
3. Jane
4. Bye bye
5. Vuoi star con me

## Formazione
- Renato Pareti – voce
- Mauro Paoluzzi – chitarra acustica, chitarra elettrica, chitarra classica
- Paki Canzi – tastiera
- Ottavio Corbellini – batteria, percussioni
- Andrea Sacchi – chitarra acustica, chitarra elettrica, chitarra classica
- Antonio De Vecchi – basso